# Lascaris War Rooms

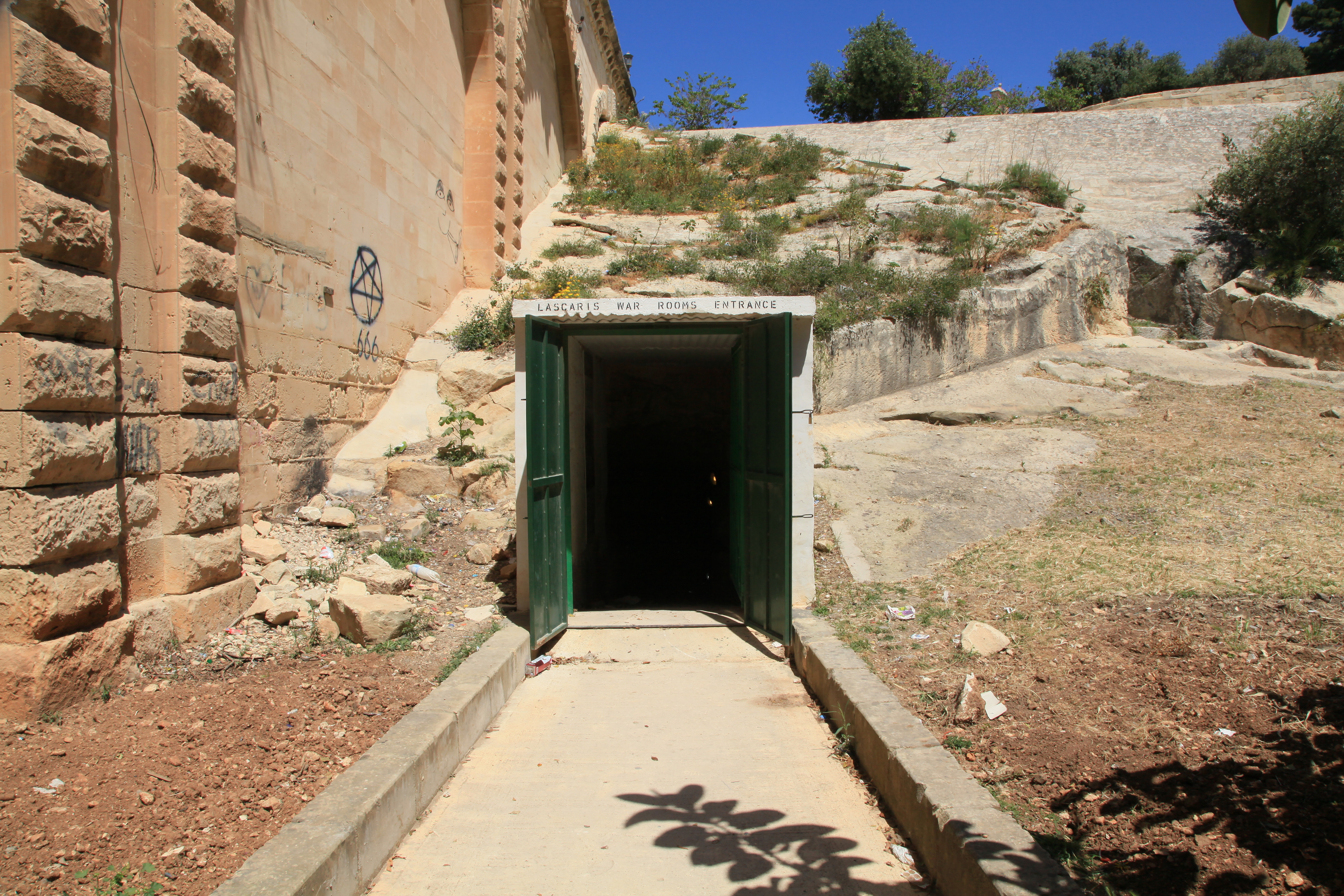
Lascaris War Rooms

Die Lascaris War Rooms sind ein ehemaliger Gefechtsstand auf Malta. Ursprünglich von der Royal Navy und der Royal Air Force (RAF) zur Führung der See- und Luftverteidigung der Inseln während der Zweiten Großen Belagerung Maltas eingerichtet, dienten sie ab 1942 auch als Allied Force Headquarters der alliierten Truppen im Mittelmeerraum während des Zweiten Weltkrieges. In dem unterhalb der Lascaris Battery gelegenen Gewölben befindet sich heute ein Museum. Die Lascaris War Rooms wurden in das Nationale Inventar der Kulturgüter der maltesischen Inseln aufgenommen.

## Hintergrund
Die Inseln des maltesischen Archipels, ab 1804 zum Britischen Weltreich gehörend, besaßen für dieses eine herausragende Bedeutung, lagen sie doch am Hauptverkehrsweg zwischen den britischen Inseln und den britischen Kolonien und Dominions in Asien und Australien. Durch ihre Lage beherrschten sie das westliche Mittelmeer. Gleichzeitig war die Infrastruktur der Inseln – Häfen, Docks, Kohlestationen – wichtig für die Einsatzbereitschaft der britischen Kriegs- und Handelsflotte. Eine Wegnahme der Inseln oder Zerstörung der maritimen Infrastruktur durch einen potentiellen Gegner würde die Kommunikation zwischen dem Mutterland und den überseeischen Besitzungen empfindlich stören, die Versorgung der britischen Inseln beeinträchtigen, die Einsatzbereitschaft der britischen Flotte schwächen und früher oder später auch die Position des Vereinigten Königreichs im asiatisch-pazifischen Raum gefährden.
Gleichzeitig verliefen die Hauptnachschubwege für die in Nordafrika eingesetzten italienischen und deutschen Truppen in unmittelbarer Nähe Maltas.
Mit Kriegseintritt Italiens am 10. Juni 1940 entstand eine unmittelbare Gefährdung für die britische Kronkolonie. Bereits am 11. Juni begann die Regia Aeronautica mit der Bombardierung der Inseln. Malta befindet sich ca. 90 km südlich Siziliens und war damit von angreifenden Flugzeugen innerhalb von dreißig Minuten zu erreichen. Zunächst war man davon ausgegangen, dass die Inselgruppe aufgrund der Nähe zu Italien nicht zu halten wäre. Die Luftverteidigung, zunächst nur aus Gloster Sea Gladiator bestehend, konnte Anfang Juli 1941 durch die Zuführung von Hawker Hurricane der 261. Squadron der RAF verstärkt werden.
Da sich die Inseln aufgrund der hohen Bevölkerungsdichte und der geringen Fruchtbarkeit der Böden nicht selbst versorgen konnten, kam dem Nachschub durch Geleitzüge entscheidende Bedeutung zu. Diese Malta-Konvois waren auch für die Versorgung der auf Malta stationierten Einheiten der Royal Navy und Royal Air Force mit Treibstoff und Munition von großer Bedeutung, die wiederum den Nachschub der in Nordafrika kämpfenden deutschen und italienischen Truppen stören sollten, um diesen den Zugriff auf Ägypten zu verwehren oder zumindest zu erschweren. Besonders wichtig war dabei der Schutz der in den Häfen von Malta liegenden Schiffe während der Entladung.
Insgesamt zeigte sich die Notwendigkeit des Aufbaus einer effektiven Luftverteidigung. Neben der Stationierung von Jagdfliegern und Flugabwehrgeschützen, die großteils durch die Royal Malta Artillery gestellt wurden, war auch der Aufbau eines Frühwarnsystems und einer entsprechenden Führungsorganisation notwendig geworden. Das radargestützte Frühwarnsystems wurde ab März 1939 aufgebaut. Aus Gründen der Geheimhaltung wurden sie als AMES (Air Ministry Experimental Station) bezeichnet. Zunächst wurde die 241 AMES an den Dingli Cliffs eingerichtet. Diese Station war in der Lage hochfliegende Flugzeuge aufzuklären. Zur Aufklärung tief- und mittelhoch fliegender Ziele wurde im Juni 1940 die 242 AMES in Ghar Lapsi aufgebaut, weitere Stationen folgten 1942.
Gleichzeitig waren die auf Malta stationierten Flottenkräfte und die Küstenartillerie zu führen. Nachdem die Royal Navy anfänglich noch zu offensiven Handlungen in der Lage war, musste sie sich ab Ende 1940 im Wesentlichen auf die Abwehr italienischer Schnellbootangriffe auf die Insel und den Schutz von Geleitzügen beschränken.
Wegen der ständigen Luftangriffe war das bisherige Hauptquartier der Royal Navy auf der Insel,  HMS St Angelo, als Gefechtsstand nicht geeignet. Die Führung aller Luftverteidigungskräfte und der alliierten Flottenverbände wurde daher in den Lascaris War Rooms eingerichtet.

## Lage und Aufbau

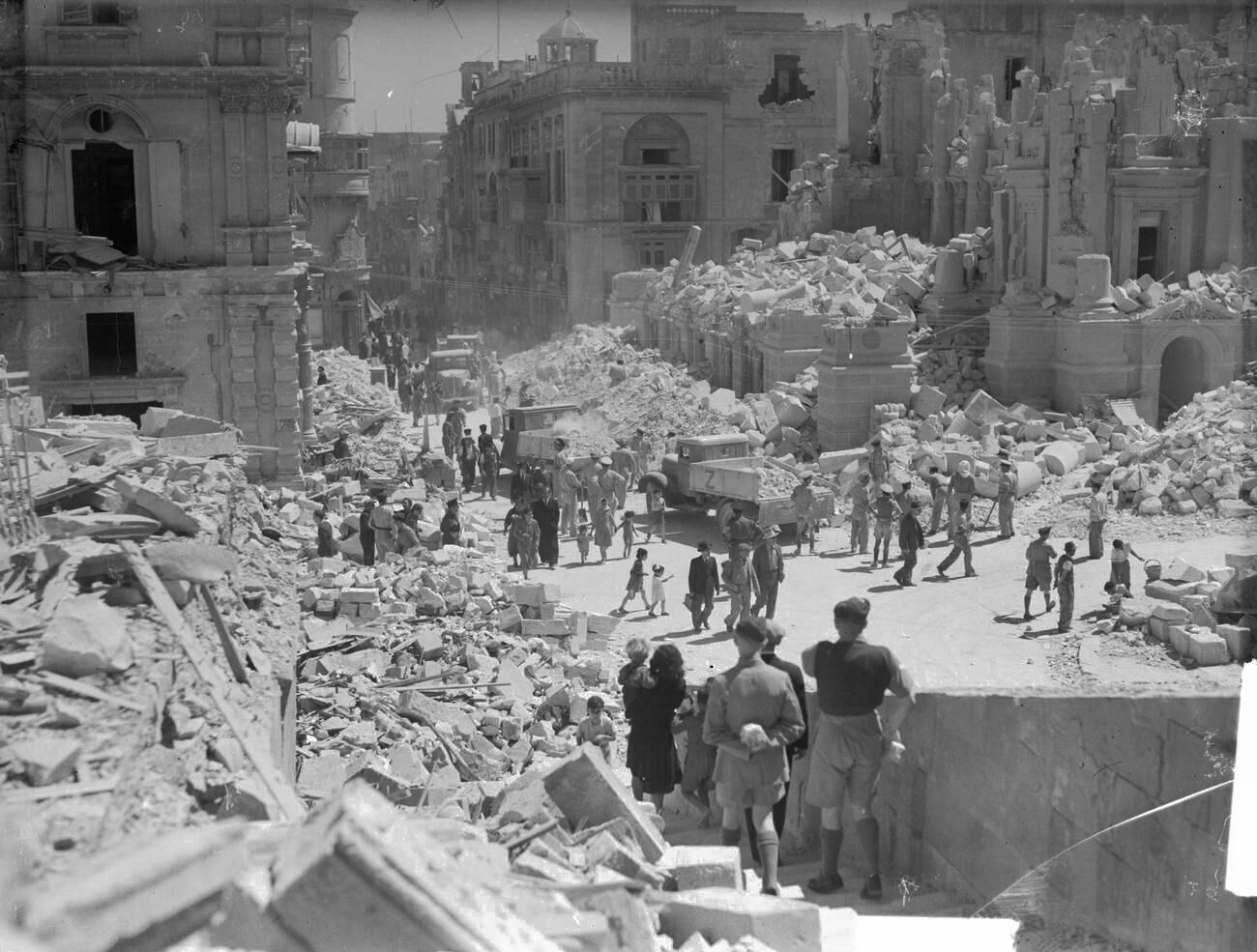
Der Kings Way, eine der Hauptstraßen Vallettas, nach einem Bombenangriff

Die Lascaris War Rooms befinden sich unterhalb der Lascaris Battery an der südlichen Landfront der Befestigungen Vallettas rund 20 m unterhalb des oberen Plateaus der Befestigungsanlagen. Die Anlage wird durch einen Tunnel, der unterhalb der Lascaris Battery verläuft, sowohl von der St James Bastion als auch vom Grand Harbour erschlossen. Die Anlage besteht aus mehreren in den Kalkstein getriebenen Räumen, die ursprünglich im 17. Jahrhundert angelegt wurden und während der Herrschaft des Johanniterordens als Sklavenquartier dienten. Sie wurde im Juli 1943 in Betrieb genommen, nachdem der Oberbefehlshaber der Alliierten Streitkräfte im Mittelmeerraum (Commander-in-Chief, Mediterranean), Admiral Andrew Cunningham sein Hauptquartier von Algier nach Malta verlegt hatte.
Vom Navy Plotting Room wurden die auf den Inseln stationierten alliierten Flottenkräfte geführt. Von hier aus erfolgte auch die Führung des Luftangriffes auf Tarent, bei dem die Regia Marina die Hälfte ihrer Schlachtschiffe verlor. Die italienische Marine führte im Ergebnis des Angriffs und der Treibstoffknappheit während der folgenden Jahre des Krieges keine Operationen mit Großkampfschiffen mehr durch.
Vom Anti-Aircraft Guns Operations Room wurde die Luftverteidigung der Insel geführt. Das Luftlagebild wurde auf großen Kartentischen mit Flugzeugsymbolen dargestellt. Große Anzeigetafeln dienten zur Darstellung der Einsatzbereitschaft der einzelnen Jagdflugzeugstaffeln. Vom Operations Room erfolgte die Alarmierung der Abfangjäger, die anschließend mittels Sprechfunk an die feindlichen Flugzeuge herangeführt wurden. Da das Operationsgebiet über den Inseln relativ klein war, musste während des Einsatzes der Jagdflugzeuge auch das Schießen der Flugabwehrartillerie koordiniert werden, um den versehentlichen Abschuss eigener Flugzeuge zu vermeiden. Ein analoges Führungsverfahren kam während der Luftschlacht um England zum Einsatz.
Vom Coast Defense Room sollte die Abwehr eines befürchteten deutsch-italienischen Angriffes auf die Insel erfolgen. Das Unternehmen Herkules wurde jedoch nicht durchgeführt.
In einem weiteren Raum wurden ab Februar 1943 Teile der Allied Forces Headquarters der Alliierten Streitkräfte des Mediterranean Theatre of Operations (MTO) eingerichtet. Von hier aus führte General Dwight D. Eisenhower im Juli 1943 die Operation Husky und die alliierte Invasion in Italien.
In den Anlagen arbeiteten insgesamt rund 1000 Personen in mehreren Schichten, dabei kamen ungefähr 240 Soldaten und Helfer je Schicht zum Einsatz.

## Heutige Nutzung
In den Anlagen wurde 1978 ein Museum eingerichtet, das anhand authentischer Ausstellungsstücke Aufgabe und Arbeitsweise des Gefechtsstandes nachzeichnet.

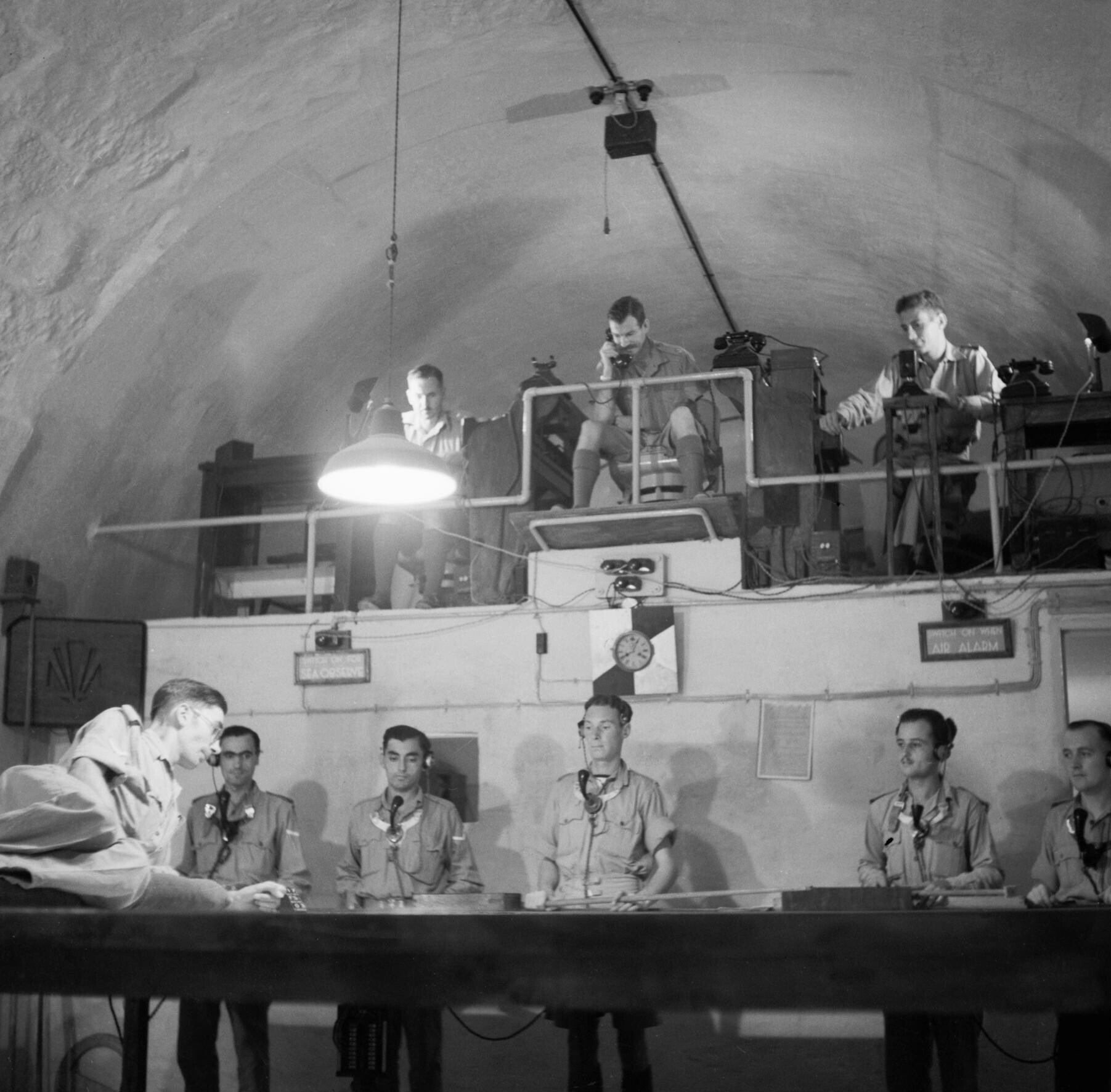
Der Coastal Defence Room im 2. WK
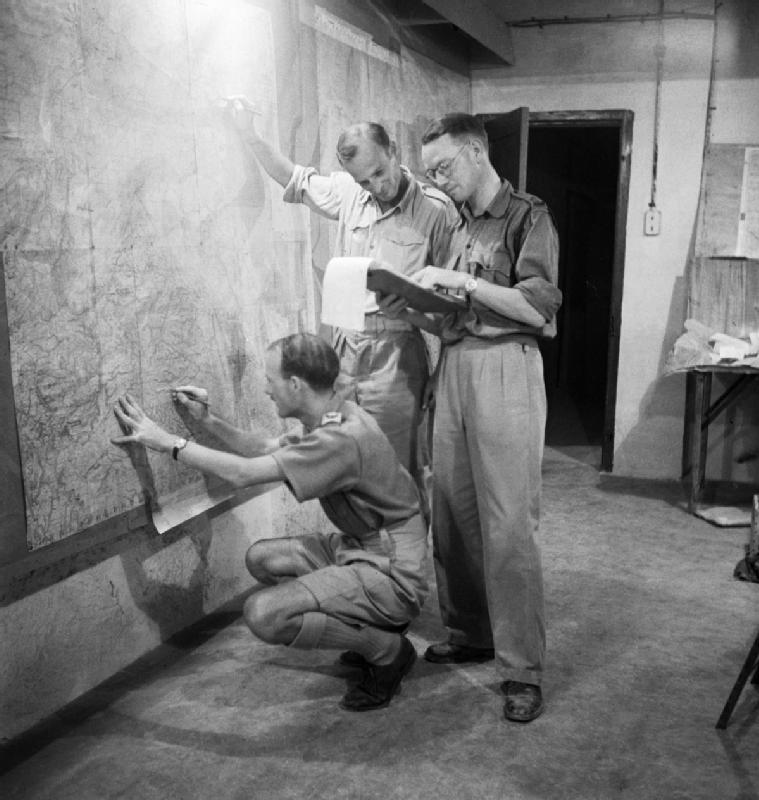
Lascaris War Rooms während der Invasion von Sizilien
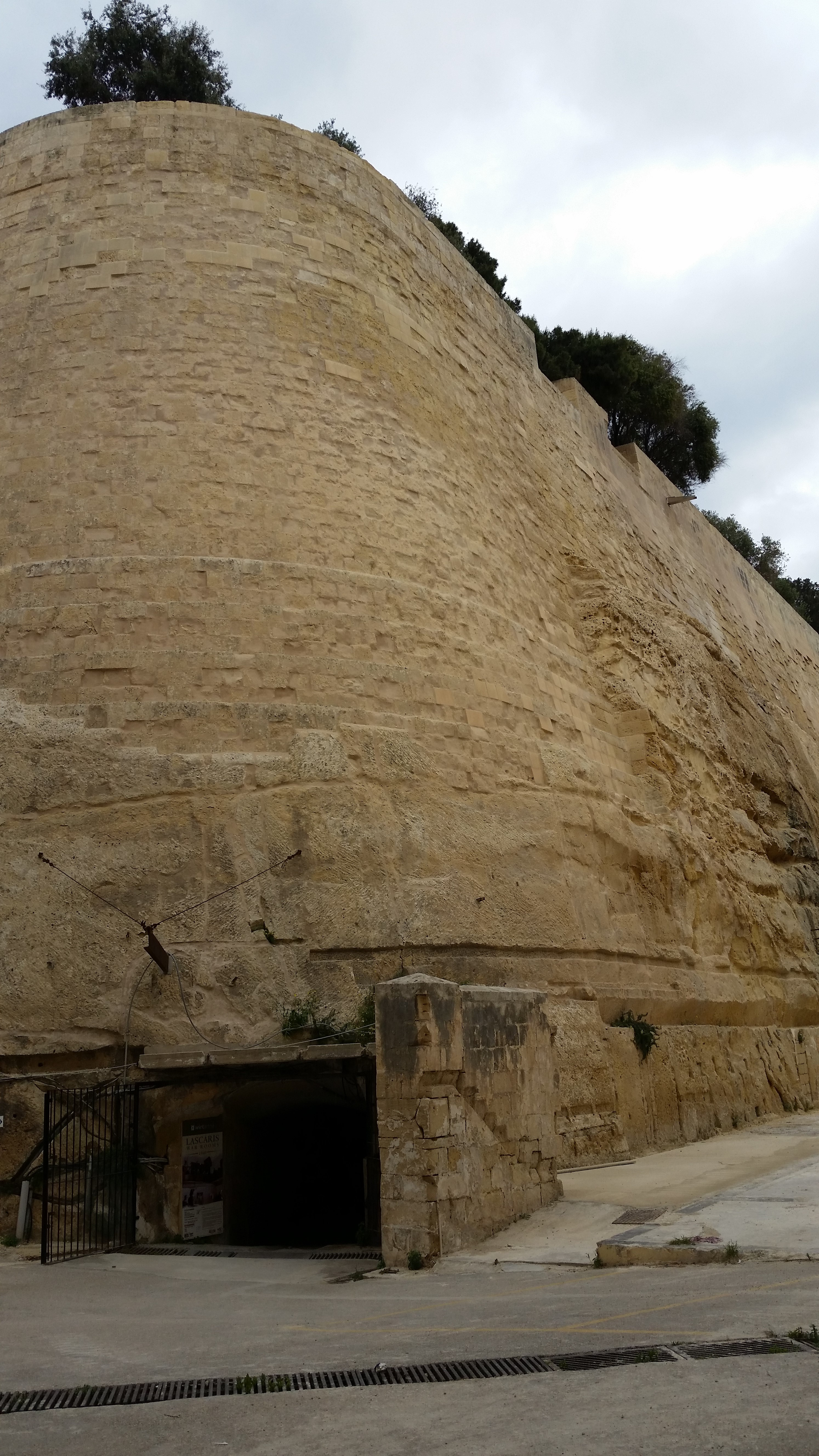
Eingang
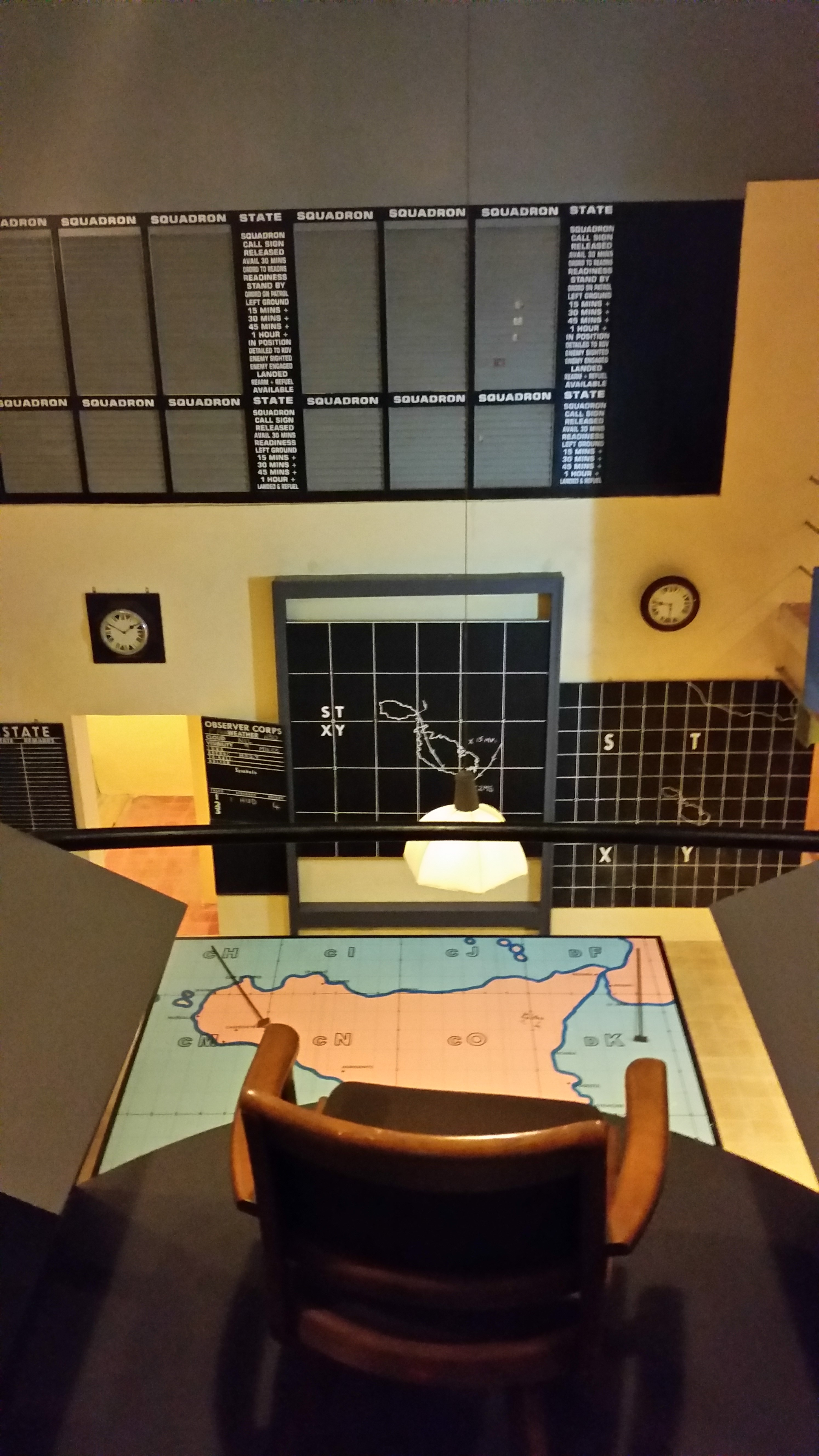
Die restaurierten Lascaris War Rooms
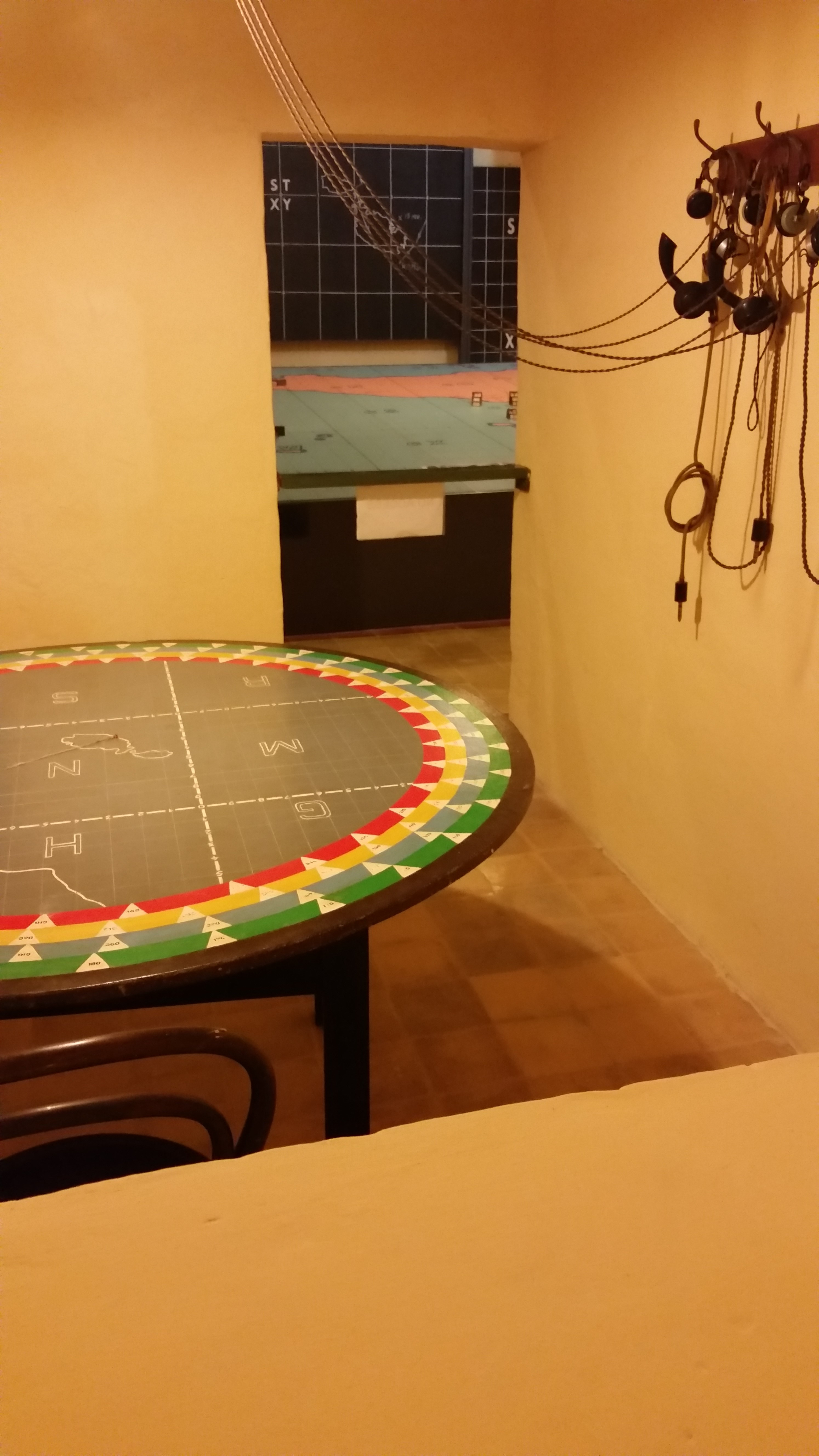
Funkzentrale
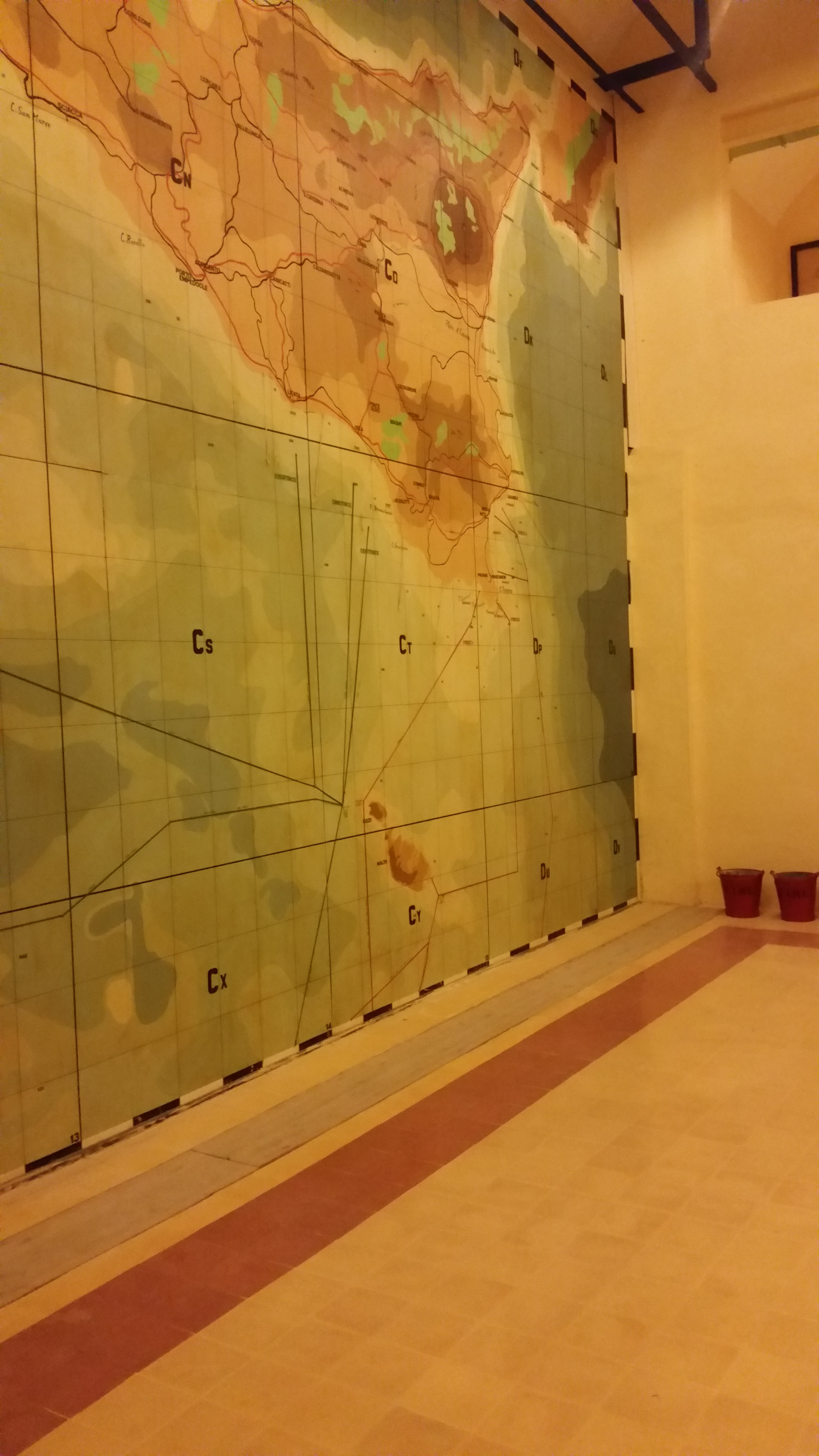
Karte von Sizilien
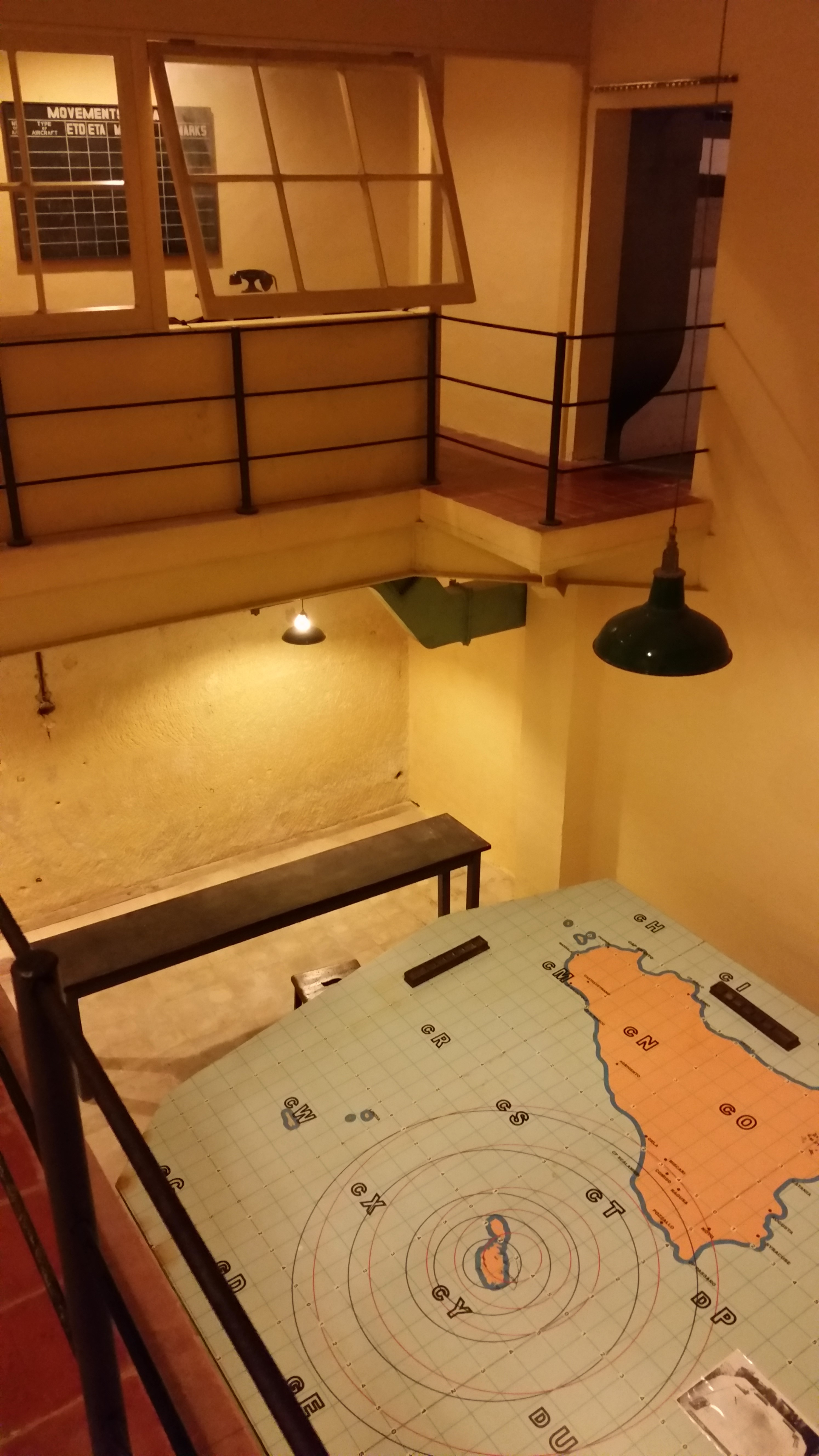
Kartenraum